# VIP, mi hermano superhombre
Vip - Mi hermano superhombre (título original en italiano: Vip - Mio fratello superuomo) es una película de animación producida y dirigida en 1968 por Bruno Bozzetto. Parodiando el mundo de los superhéroes, esta película critica de modo irónico los estilos de vida basados en el consumismo.

## Doblaje en España
?